# Lista de escolas de samba e blocos carnavalescos de São Paulo
Subdivisão do anexo Lista de escolas de samba do estado de São Paulo
Esta é uma lista sobre escolas de samba e blocos carnavalescos da cidade de São Paulo.

## Escolas de Samba 2026

### Grupo Especial(1ª Divisão)

#### Sambódromo do Anhembi
Sexta - 13 de fevereiro
1. Mocidade Unida da Mooca
2. Colorado do Brás
3. Dragões da Real
4. Acadêmicos do Tatuapé
5. Rosas de Ouro
6. Vai-Vai
7. Barroca Zona Sul

Sábado - 14 de fevereiro
1. Império de Casa Verde
2. Águia de Ouro
3. Mocidade Alegre
4. Gaviões da Fiel
5. Estrela do Terceiro Milênio
6. Tom Maior
7. Camisa Verde e Branco

Domingo - 15 de fevereiro
1. Camisa 12
2. Unidos de Vila Maria
3. Acadêmicos do Tucuruvi
4. Mancha Verde
5. Nenê de Vila Matilde
6. Pérola Negra
7. Dom Bosco de Itaquera
8. Independente Tricolor

### Grupo de Acesso 2(3ª Divisão)

#### Sambódromo do Anhembi
Sábado - 7 de fevereiro
1. Amizade Zona Leste
2. Imperatriz da Paulicéia
3. Torcida Jovem
4. X-9 Paulistana
5. Unidos de São Lucas
6. Unidos do Peruche
7. Morro da Casa Verde
8. Imperador do Ipiranga
9. Uirapuru da Mooca
10. Primeira da Cidade Líder

### Grupo Especial de Bairros(4ª Divisão)

#### Avenida Eliseu de Almeida
Domingo - 15 de fevereiro
1. Combinados de Sapopemba
2. Unidos de São Miguel
3. Saudosa Maloca
4. Brinco da Marquesa
5. Leandro de Itaquera
6. Penha

Segunda - 16 de fevereiro
1. Raízes do Samba
2. Lavapés
3. Acadêmicos de São Jorge
4. Unidos de Santa Bárbara
5. Unidos do Vale Encantado
6. Filhos da Santa

### Grupo de Acesso de Bairros 1(5ª Divisão)

#### Avenida Alvinópolis
Domingo - 15 de fevereiro
1. Flor de Vila Dalila
2. União Independente da Zona Sul
3. União Imperial
4. Mocidade Robruense
5. Tradição Albertinense
6. Unidos de Guaianases

Segunda - 16 de fevereiro
1. Cacique do Parque
2. União da Vila Albertina
3. Império Lapeano
4. Império Real
5. Isso Memo
6. Prova de Fogo

### Grupo de Acesso de Bairros 2(6ª Divisão)

#### Avenida Alvinópolis
Sábado - 14 de fevereiro
1. Acadêmicos do Ipiranga
2. Acadêmicos do Butantã
3. Passo de Ouro
4. Jóia da Coroa
5. Príncipe Negro
6. Imperial da Vila Penteado
7. Torcida Uniformizada do Palmeiras
8. Zumbi Zaire
9. Os Bambas
10. Flor de Liz
11. Oba Oba

### Grupo de Acesso de Bairros 3(7ª Divisão)

#### Avenida Eliseu de Almeida
Sábado - 14 de fevereiro
1. Unidos do Jardim Primavera
2. Dragões de Vila Alpina
3. Explosão da Zona Norte
4. Só Vou se Você For
5. Mocidade Amigos do Graja
6. Estação Invernada
7. Iracema Meu Grande Amor
8. Estrela Cadente
9. Acadêmicos do Campo Limpo
10. Unidos do Jaçanã
11. Império do Samba COHAB II
12. Cabeções de Vila Prudente
13. Leões Zona Oeste
14. Em Cima da Hora Paulistana

## Blocos de Fantasia 2026
Avenida Alvinópolis
Sábado - 7 de fevereiro
1. Pavilhão 9 (Acesso)
2. Caprichosos da Zona Sul (Acesso)
3. Império do Morro (Acesso)
4. Unidos do Abaeté (Especial)
5. Garotos da Vila Santa Maria (Especial)
6. Chorões da Tia Gê (Especial)
7. Unidos do Palmares (Especial)
8. Inajar de Souza (Especial)
9. Imperatriz do Jaraguá (Especial)

Domingo - 8 de fevereiro
1. União da Trindade (Acesso)
2. Unidos do Pé Grande (Acesso)
3. Não Empurra Que É Pior (Acesso)
4. Unidos do Guaraú (Acesso)
5. Mocidade Amazonense (Especial)
6. Mocidade Independente da Zona Leste (Especial)
7. Vovó Bolão (Especial)
8. Caprichosos do Piqueri (Especial)
9. Kacike da Vila (Especial)

## Entidades carnavalescas extintas ou suspensas
Entidades suspensas
- Boêmios da Vila

- Folha Verde
- Locomotiva Piritubana
- Primeira da Aclimação
- Quilombo Asas da Liberdade

- Acadêmicos do Jaraguá[1]
- Cachoeira Império do Samba
- Dragões de São Miguel[2]
- Ermelinense
- Estrela Cadente (escola de samba)[3]
- Falcão do Morro Itaquerense[4]
- Flor da Zona Sul
- Folha Azul dos Marujos[5]
- Império do Cambuci[6]
- Imperatriz da Sul
- Malungos[7]
- Paineira de Sapopemba[8]
- Portela da Zona Sul[9]
- Primeira do Itaim Paulista[10]
- Sai da Frente[11]
- Samba na Sombra[12]
- Tradição da Zona Leste[13]
- União Independente da Vila Prudente[14]
- Unidos do Jardim Primavera[3]

Entidades extintas
- Abelha Rainha [15]
- Alegria Alegria[15]
- Arco Íris de Vila Guilhermina[15]
- Aristocratas do Tucuruvi[15]
- Campos Elíseos[15]
- Caprichosos da Liberdade[15]
- Catedráticos de Vila Sônia[15]
- Corujas de Vila Esperança[15]
- Diamante Negro[15]
- Diplomatas de São Miguel[15]
- Dragões da Independência[15]
- Estrela de Prata[15]
- Filhotes da X-9[15]
- Fio de Ouro[15]
- Flor da Penha[15]
- Garotos do Itaim
- Imperiais do Real Parque[15]
- Kizomba da Zona Norte[15]
- Levanta Poeira[15]
- Paraíso do Samba[15]
- Pousada do Samba[15]
- Renascença da Lapa[15]
- Tradição do Campo Limpo[15]
- União da Alegria[15]
- Unidos da Casa Verde[15]
- Vera Cruz[15]
- Zum Zum de Itaquera[15]